# Hans-Jürgen Dobinsky
Hans-Jürgen Dobinsky (24 de Julho de 1922 - ) foi um comandante de U-Boot que serviu na Kriegsmarine durante a Segunda Guerra Mundial.